# Alois Kreidl
Alois Kreidl (ur. 18 stycznia 1864 w Gratzen, zm. 6 grudnia 1928 w Wiedniu) – austriacki fizjolog. 
Studiował medycynę na Uniwersytecie Wiedeńskim, tytuł doktora medycyny otrzymał w 25 lutego 1888. W 1897 został Privatdozentem fizjologii, w 1900 roku profesorem nadzwyczajnym, w 1906 profesorem zwyczajnym. Od 1918 kierował wiedeńskim Instytutem Fizjologii Ogólnej i Porównawczej.
Doświadczalnie wykazał, że otolity u ryb stanowią część zmysłu równowagi. Razem z Karplusem zajmował się badaniami podwzgórza. 

## Wybrane prace
- Karplus JP, Kreidl A. Über Totalexstirpationen einer und beider  Großhirnhemisphären an Affen (Macacus rhesus). Archiv für Physiologie 1/2, ss. 155-212 (1914)
- Beiträge zur Physiologie des Verdauungstrakte. I. Mitteilung. Muskelausschaltungen am Magendarmtrakt[5]. (1907)